# UFC 127
UFC 127: Penn vs. Fitch（ユーエフシー・ワントゥエンティセブン：ペン・ヴァーサス・フィッチ）は、アメリカ合衆国の総合格闘技団体「UFC」の大会の一つ。2011年2月27日、オーストラリア・ニューサウスウェールズ州シドニーのエイサー・アリーナで開催された。
2010年2月20日に開催されたUFC 110以来1年ぶり2回目のオーストラリア大会となった。入場者18,186人はUFCにとって北米開催以外での新記録となった。

## 大会概要
メインイベントではBJ・ペンとジョン・フィッチが対戦し、0-1の判定ドローとなり、フィッチの連勝は5でストップした。
第10試合では開催地・オーストラリア出身のジョージ・ソテロポロスがデニス・シヴァーと対戦し、シヴァーが3-0の判定勝ち。ソテロポロスのUFCでの連勝は7（UFC以前も含めると8）でストップした。
UFC初出場となった日本の福田力がニック・リングと対戦し、試合を優勢に進めるも0-3の判定負け。試合後、ダナ・ホワイトUFC代表がTwitterで「Judges fucking suck again!! Fukuda got robbed!!」と発言するなど、物議を醸す判定となった。
DEEPミドル級王者福田力、キャリア10戦全勝のニック・リング、8戦全勝のマチェイ・ユトゥスコがUFCデビュー。

## 試合結果

### プレリミナリィカード
第1試合 ライト級 5分3R
○  カート・ウォーバートン vs.  マチェイ・ユトゥスコ ×
3R終了 判定3-0（29-28、29-28、29-28）
第2試合 ヘビー級 5分3R
○  マーク・ハント vs.  クリス・タッチシェラー ×
2R 1:41 KO（右アッパー）

### Facebook中継カード
第3試合 フェザー級 5分3R
○  ジャン・ティエカン vs.  ジェイソン・ラインハート ×
1R 0:48 ギロチンチョーク
第4試合 ライトヘビー級 5分3R
○  アンソニー・ペロシュ vs.  トム・ブラックレッジ ×
1R 2:45 チョークスリーパー

### Spike中継カード
第5試合 ミドル級 5分3R
○  ニック・リング vs.  福田力 ×
3R終了 判定3-0（29-28、29-28、29-28）
第6試合 ライトヘビー級 5分3R
○  アレクサンダー・グスタフソン vs.  ジェームス・テフナ ×
1R 4:27 チョークスリーパー
第7試合 ライト級 5分3R
○  ロス・ピアソン vs.  スペンサー・フィッシャー ×
3R終了 判定3-0（30-27、29-28、29-28）

### メインカード
第8試合 ミドル級 5分3R
○  カイル・ノーク vs.  クリス・カモージー ×
1R 1:35 チョークスリーパー
第9試合 ウェルター級 5分3R
○  ブライアン・エバーソール vs.  クリス・ライトル ×
3R終了 判定3-0（30-27、29-28、29-28）
第10試合 ライト級 5分3R
○  デニス・シヴァー vs.  ジョージ・ソテロポロス ×
3R終了 判定3-0（29-28、30-28、30-27）
第11試合 ミドル級 5分3R
○  マイケル・ビスピン vs.  ホルヘ・リベラ ×
2R 1:54 TKO（レフェリーストップ：スタンドパンチ連打）
第12試合 ウェルター級 5分3R
△  ジョン・フィッチ vs.  BJ・ペン △
3R終了 判定1-0（28-29、28-28、28-28）

### 各賞
ファイト・オブ・ザ・ナイト：ブライアン・エバーソール vs. クリス・ライトル
ノックアウト・オブ・ザ・ナイト：マーク・ハント
サブミッション・オブ・ザ・ナイト：カイル・ノーク
各選手にはボーナスとして75,000ドルが支給された。